# Naziemne schrony obrony przeciwlotniczej we Wrocławiu
Naziemne schrony obrony przeciwlotniczej we Wrocławiu – schrony wybudowane we Wrocławiu w czasie II wojny światowej, zaprojektowane przez Richarda Konwiarza.
Rozporządzenie o budowie schronów w III Rzeszy obowiązywało od 15 sierpnia 1939 roku, pierwsze prace podjęto jednak dopiero po ataku na Polskę. Większość schronów, w tym te wrocławskie, doczekała się realizacji dopiero w latach 1940–1942, w czasach, gdy wojska niemieckie w wyniku II wojny światowej kontrolowały niemal całe terytorium Europy, a miasta niemieckie zagrożone były jedynie nalotami alianckiego lotnictwa. Militarna rola tych schronów nie była zbyt wielka, mieściły bowiem zbyt mało mieszkańców, ale w znacznym stopniu poprawiała morale ludności Wrocławia. W roku 1945, w czasie natarcia Armii Czerwonej były silnymi ośrodkami oporu, skutecznie chroniąc znajdujące się w nich załogi tak przed atakami z powietrza, jak przed ostrzałem artyleryjskim.
Schrony we Wrocławiu zaprojektował architekt Richard Konwiarz, ten sam, który współpracował z Maxem Bergiem przy projektowaniu Hali Stulecia i który projektował Stadion Olimpijski. Stylistyka schronów nawiązuje do architektury rewolucyjnej epoki późnego klasycyzmu. Pierwowzorem mogły być (prawdopodobnie również jego konstrukcji) wybudowane w 1939 schrony naziemne w Świdnicy koło Zielonej Góry. Jednym z powodów użycia akurat tej stylistyki była próba przykrycia ich prawdziwej funkcji.
Wszystkie pięć obiektów zachowało się do dziś w stanie dobrym lub dostatecznym, nie doznając większych uszkodzeń ani w czasie walk o Festung Breslau, ani w czasie niemal osiemdziesięcioletniej eksploatacji po wojnie.

## Schron ulica Grabiszyńska/Stalowa

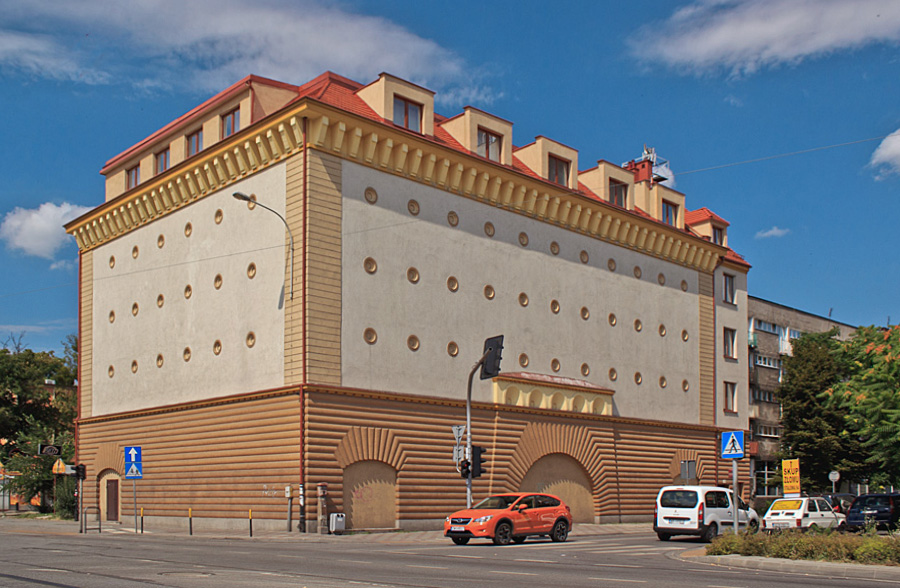
Schron ulica Grabiszyńska/Stalowa (2014)

Schron przy ulicach Grabiszyńskiej i Stalowej budowany był w latach 1940–1941. Prostopadłościenna bryła wbudowana w blok uliczny wzorowana jest na więzieniu dla kobiet w Würzburgu z 1809 zaprojektowanym przez Petera Speetha. Dach schronu spłonął w czasie alianckiego nalotu (prawdopodobnie w 1944) i obecnie jest całkowicie przebudowany (m.in. na najwyższej kondygnacji urządzono mieszkania). Obecnie w bunkrze znajduje się Archiwum Miejskie Wrocławia.

## Bunkier przy placu Strzegomskim

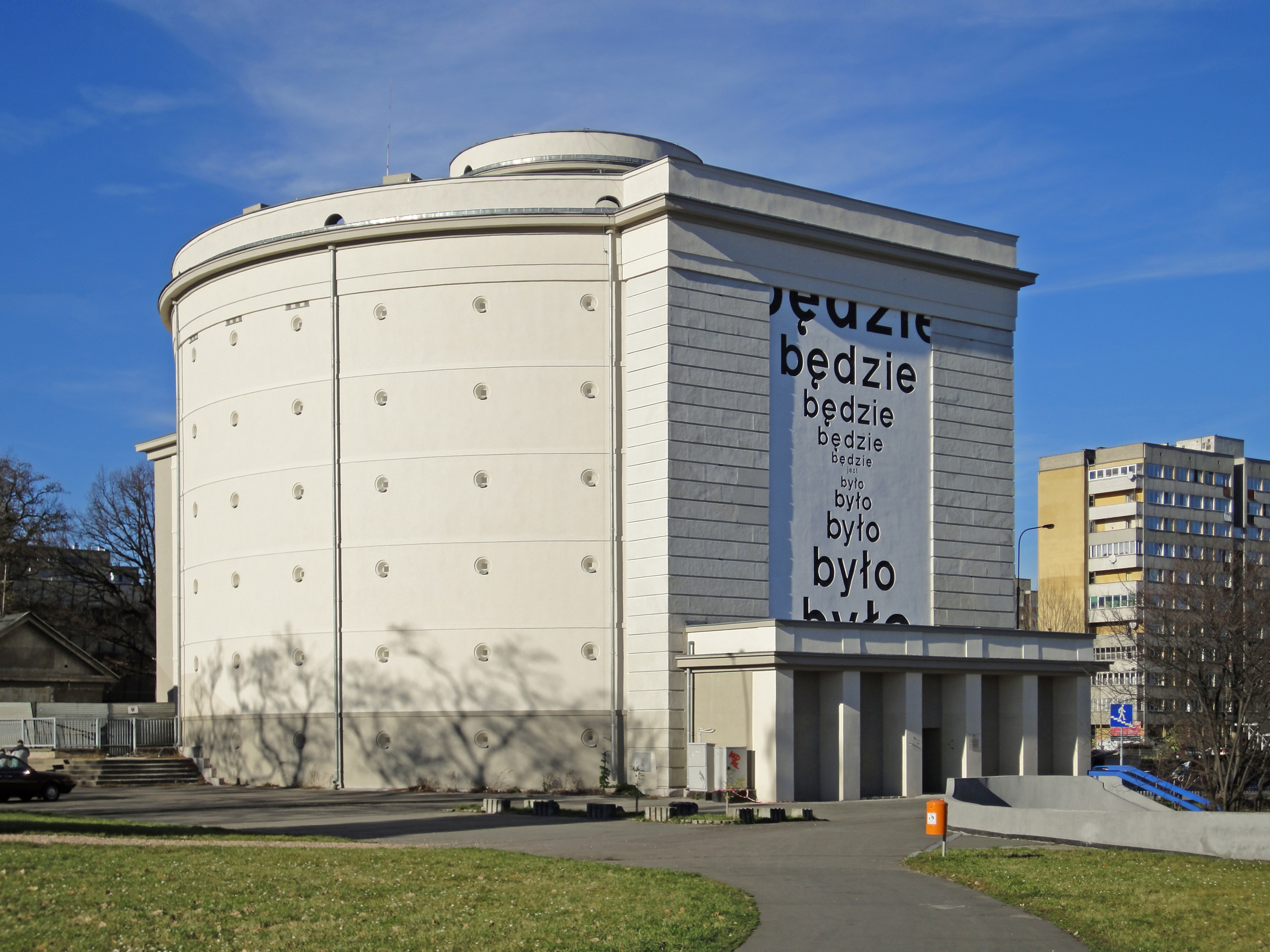
Bunkier przy placu Strzegomskim (2010)

Cylindryczny wolno stojący schron przy ulicy Legnickiej koło placu Strzegomskiego powstał w 1942–1943. Jest największym ze wszystkich zbudowanych i mógł pomieścić ponad tysiąc rannych. Ma żelbetowe ściany grubości 1,1 metra i półtorametrowe stropy; wysokość schronu wynosi 25 metrów. Początkowo w znajdującym się od zachodniej strony ryzalicie schronu znajdowały się dwa wejścia, poprzedzone pięcioosiowym portykiem (obecnie zabudowanym), zaś płycinę zdobiła sylwetka orła ze swastyką.
W czasie oblężenia Festung Breslau pełnił funkcję szpitala fortecznego nr II (Festunglazaret II), który mógł pomieścić ponad tysiąc rannych. Pacjentami opiekowały się siostry zakonne ze Szpitala Zgromadzenia Sióstr Betanek przy ul. Traugutta. Do 20 kwietnia wojska radzieckie prowadziły już walki wokół schronu, który zamienił się w punkt oporu. Na tym etapie w bunkrze pozostało osiemdziesięciu mężczyzn i trzy kobiety. Saperzy zaczęli wybijać młotami pneumatycznymi otwory strzelnicze. Zdecydowano się na umieszczenie w środku ładunków wybuchowych i odpalenie ich, gdy schron zajęli Sowieci. Detonacja zapaliła magazyny oleju napędowego do silników, doprowadzając do pożaru budynku. Przetrwali obrońcy schronili się w śluzie o powierzchni 2,5 na 4 metry. Z powodu przedłużającej się strzelaniny, Sowieci zdecydowali się na wysadzenie ściany. Pomimo ciężkich walk, schron przetrwał w stosunkowo dobrym stanie.
Po 1989 roku w budynku i przyległym parterowym budynku mieściły się magazyny i sklepy usługowe. W 2009 roku na fasadzie budynku powstał mural przedstawiający pracę artysty i poety konkretnego Stanisława Dróżdża pt. „Klepsydra” z 1967 roku. Od 2 września 2011 budynek jest tymczasową siedzibą Muzeum Współczesnego Wrocław. W tym celu dokonano jego adaptacji, którą przeprowadziły dwa zespoły architektów z pracowni: CH+ Architekci i VROA Architekci.

## Bunkier ulica Słowiańska/Ołbińska

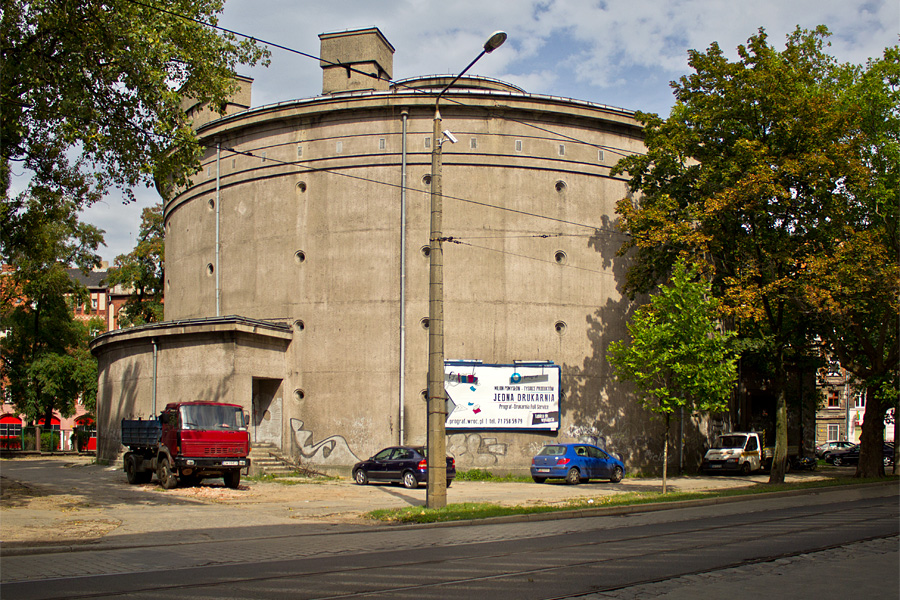
Bunkier ulica Słowiańska/Ołbińska (2014)

Cylindryczny schron przy ulicach Słowiańskiej i Ołbińskiej podobny jest w swej konstrukcji do tego z Legnickiej, jest jednak od niego znacznie mniejszy.

## Bunkier przy ulicy Ładnej

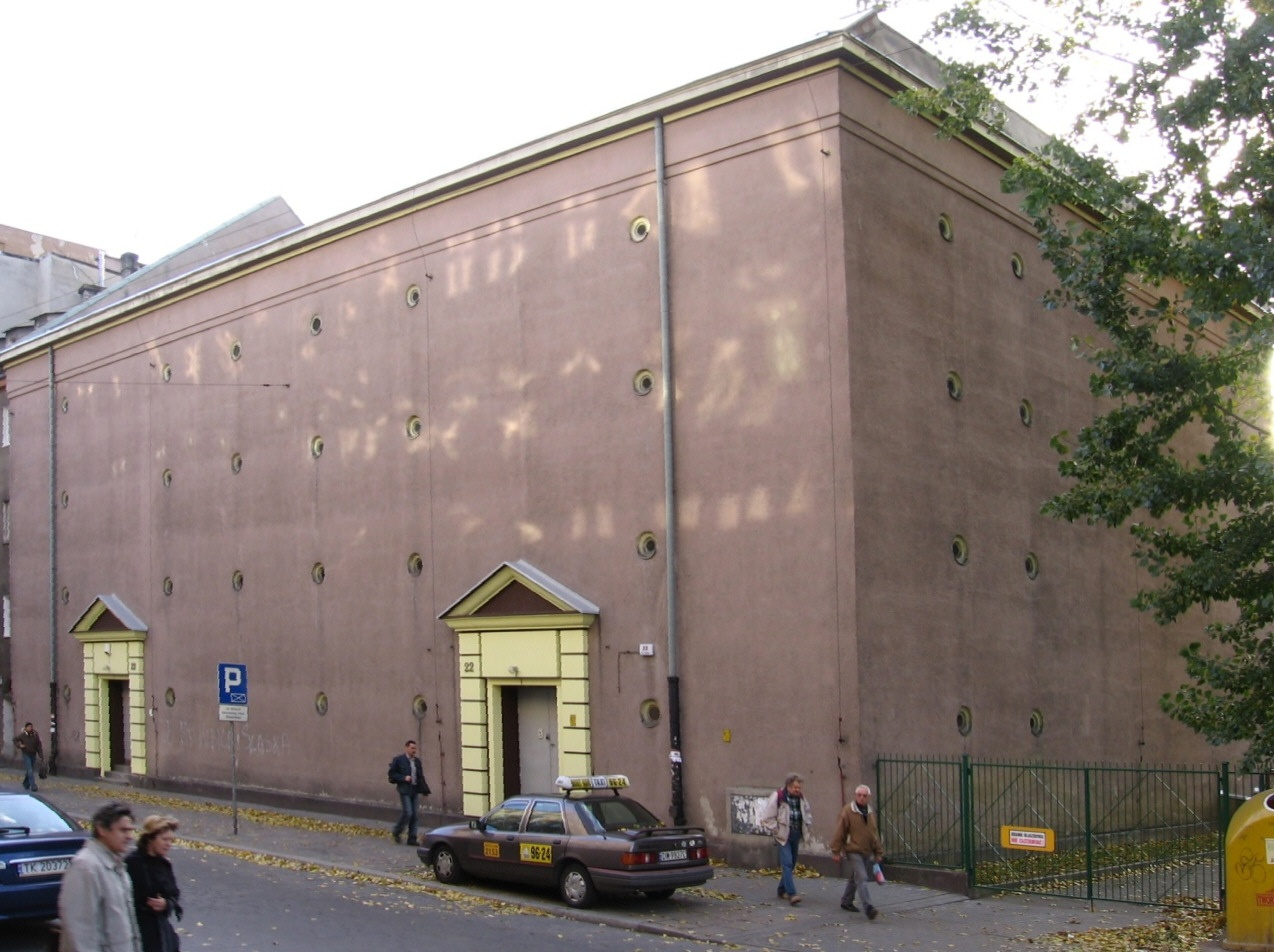
Bunkier przy ulicy Ładnej (2005)

Czwarty schron Konwiarza, przy ulicy Ładnej, jest podobny do prostopadłościennego schronu z Grabiszyńskiej, ale mniejszy od pierwowzoru.

## Bunkier przy ulicy Białodrzewnej
Także zaprojektowany przez Konwiarza i wybudowany w roku 1943 na planie prostokąta. Ma mury grubości 2 metrów. Bunkier będzie siedzibą Osiedlowego Domu Kultury Nowe Żerniki.